# 前列腺素E

PGE1 - Alprostadil

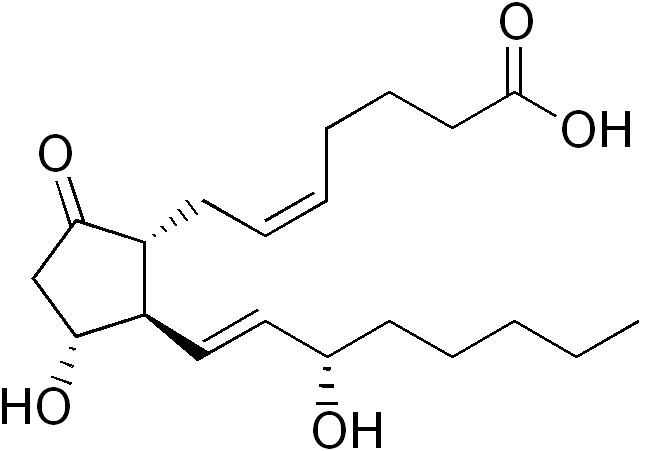
PGE2 - Dinoprostone

前列腺素E（Prostaglandin E）是一系列自然合成的前列腺素，且可用於藥用
種類包含
- 前列腺素E1，又稱Alprostadil
- 前列腺素E2，又稱Dinoprostone

前列腺素E是經由前列腺素E合成途徑製造。
本類化合物名列世界卫生组织基本药物标准清单，為基礎公衛體系必備藥物之一。

## 前列腺素E2
微血管和內皮會製造前列腺素E2，屬於一種直接血管擴張劑，並抑制交感神經系統分泌正腎上腺素。本品不會如PGI2會作用於血小板上。

## 外部連結
- 醫學主題詞表（MeSH）：Prostaglandins+E

Template:Eicosanoids